# Kraftwerk Springorum
Das Kraftwerk Springorum (ursprünglich Kraftwerk Prinz-Regent-Nord) war ein Steinkohlekraftwerk im Bochumer Stadtteil Weitmar.
Das Areal des ehemaligen Kraftwerks liegt südwestlich des heutigen Oviedorings, südlich der Wasserstraße, östlich der Straße An der Holtbrügge und westlich der Kleingartenanlage Wohlfahrt. In unmittelbarer Nähe befand sich das Steinkohlebergwerk Zeche Prinz Regent sowie der Bahnhof Bochum-Weitmar.
Das von der Firma Heitkamp, nach Plänen von Fritz Schupp, als General-Bauunternehmer vom 18. November 1958 bis 1961 errichtete Kraftwerk besaß zwei Blöcke mit je 150 MW Leistung und jeweils einer Entstaubungsanlage und Kamin sowie insgesamt vier Ventilatorkühltürme der MAG Balke. Die Baukosten betrugen 130 Mio. DM. Der erste Block wurde im Mai 1961 angefahren, der zweite einige Monate später.
Ursprünglich sollte die direkt benachbarte Zeche Prinz Regent das Kraftwerk mit Kohle beliefern und die Flugasche aus der Entstaubung als Versatzmaterial aufnehmen. Prinz Regent wurde jedoch 1960 noch vor Fertigstellung des Kraftwerks geschlossen. Über den Bahnanschluss wurde daher bis zum 30. März 1985 Kohle aus den Zechen Bonifacius, Graf Moltke, Holland und Germania angeliefert.
1964 wurde das Kraftwerk nach Otto Springorum, dem langjährigen Generaldirektor der Gelsenkirchener Bergwerks-AG benannt.
Nach der Stilllegung 1986 wurde die Kraftwerkstechnik nach China verkauft und die Gebäude 1988 gesprengt und abgerissen.
Die Industriebrache wurde danach bis 1990 zum Gewerbegebiet Innovationspark Springorum umgestaltet. Angesiedelte Unternehmen (Auszug): EBZ Business School, Europäisches Bildungszentrum der Wohnungs- und Immobilienwirtschaft, Carolinenschule.
Der auf der inzwischen stillgelegten angrenzenden Bahnstrecke, auch Springorum-Bahn genannt, entstandene Fuß- und Radweg trägt den Namen Springorum-Trasse.
In der Nähe befindet sich das stillgelegte Heizkraftwerk Bochum.